# Senna reniformis
Senna reniformis là một loài thực vật có hoa trong họ Đậu. Loài này được (G.Don) H.S.Irwin & Barneby miêu tả khoa học đầu tiên.